# Netzsäge

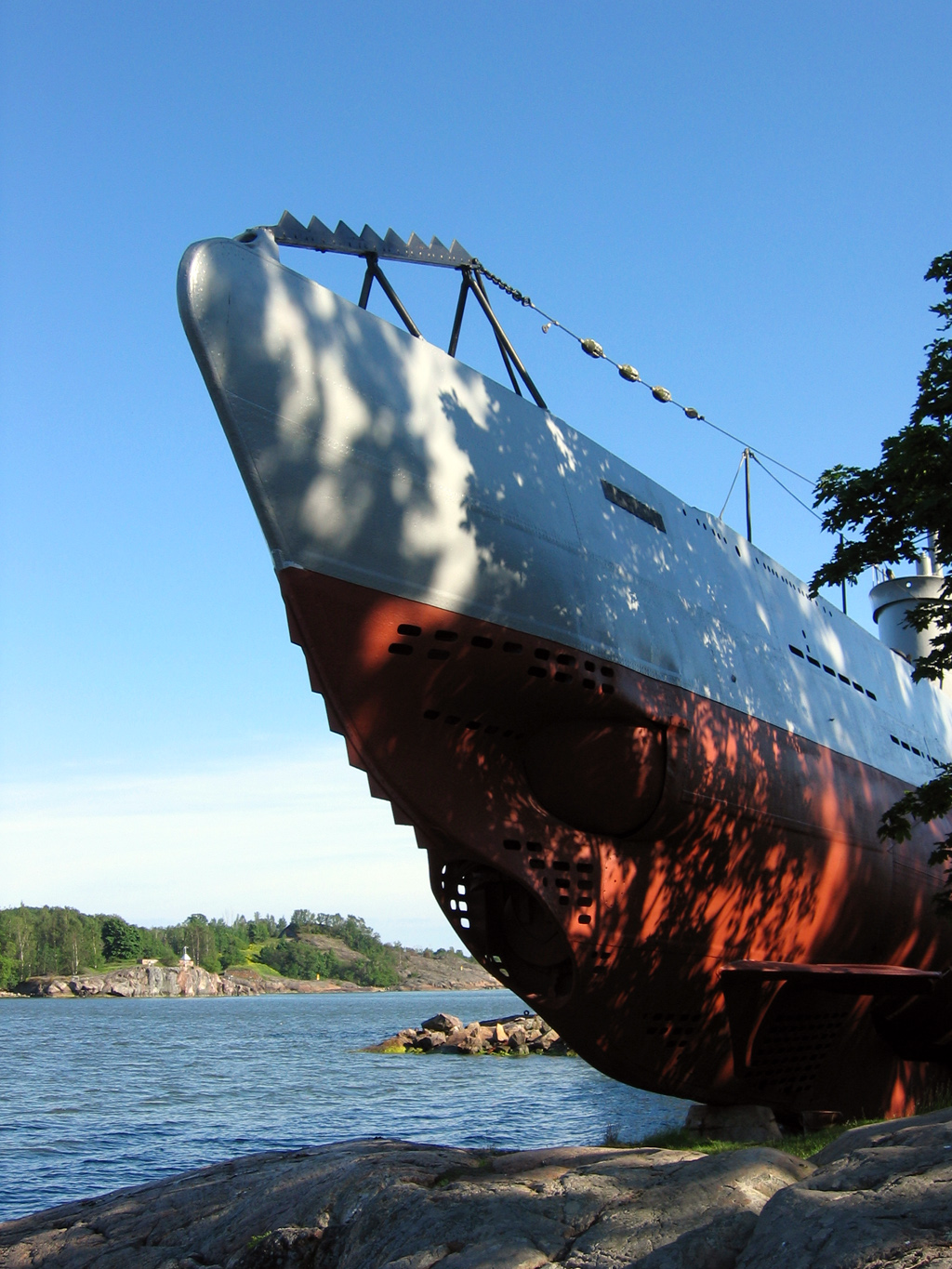
Zweiteilige Netzsäge am finnischen U-Boot Vesikko (Typ II)

Eine Netzsäge ist ein Bauteil am Bug eines U-Boots. Sie diente dazu, dem Boot das Durchstoßen von Netzsperren (Hafensperren in Form von Stahlnetzen) zu ermöglichen. Bereits im Ersten Weltkrieg waren manche U-Boote mit Netzsägen versehen. Typischerweise besteht eine Netzsäge aus einem flachen Stahlteil mit Sägezähnen, das in einem Winkel von etwa 15° vom Bug des Bootes nach hinten weist und gut abgestützt ist, um die wirkenden Kräfte aufnehmen zu können. Gelegentlich wird sie (wie beim deutschen Typ VII B oder Typ II) durch ein zweites, direkt angeschweißtes Sägezahnteil an der Unterseite des Bugs unterstützt.
Netzsägen gelten vor allem im angloamerikanischen Raum als typisches Merkmal von deutschen U-Booten, weswegen in Filmen so gut wie alle deutschen U-Boote Netzsägen tragen. Tatsächlich jedoch wurde die Netzsäge für den deutschen Typ VII (den meistgebauten U-Boot-Typ im Zweiten Weltkrieg) bereits am 1. März 1941 als Bauteil abgeschafft. Boote vom Typ VII B (etwa das berühmte U 47) tragen typischerweise Netzsägen. Bei Booten vom Typ VII C ist sie auf Fotos nur äußerst selten zu sehen. Nichtsdestoweniger ist sie in Film und Fernsehen (z. B. Das Boot, U-571) und auch im Modellbau als typisches Merkmal für deutsche U-Boote weit verbreitet, wohl aufgrund ihres martialischen Aussehens.